# Joan de Borgonya

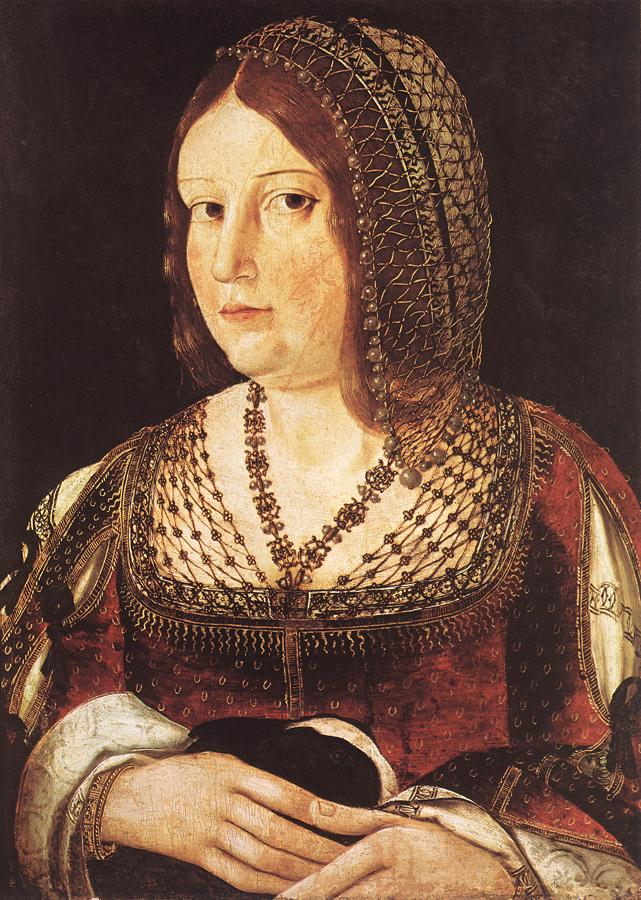
Joan de Borgonya: Porträt einer Dame

Joan de Borgonya (früher als Mestre de Sant Feliu oder Meister von Sant Feliu angesprochen, * 15. Jahrhundert in Straßburg; † 1526 in Barcelona) war ein katalanischer Maler elsässischer Herkunft, der sich um 1510 in Katalonien niederließ, nachdem er das Königreich Valencia zuvor durchquert hatte.

## Leben und Werk
Joan de Borgonya war der Sohn eines Straßburger Goldschmiedes. Er hielt sich möglicherweise in Neapel auf, woher das mit „Opus Iohannes Burgundi“ signierte Porträt einer Dame aus dem Keresztény Múzeum in Esztergom stammt. In Barcelona arbeitete er in der Werkstatt von Nicolau Credença, bevor er bereits als selbständiger Lehrer das verschollene Altarbild der Barceloneser Kirche Santa Maria del Pi als Auftrag annahm.
1518 ließ er sich in Girona, wo er die Aufträge für das Altarbild in der Kirche Sant Feliu, das sich derzeit im Kunstmuseum von Girona befindet, sowie das Altarbild von Santa Ursula in der Kathedrale von Girona, das 1936 in den ikonoklastischen Wirren des beginnenden Spanischen Bürgerkrieges zerstört wurde, übernahm. Im Nationalen Kunstmuseum Kataloniens wird ihm ein Bild der Jungfrau mit dem Jesuskind und dem Heiligen Johannes zugeschrieben. In diesem wie auch in seinen anderen Werken werden nordische Details mit südeuropäischer Feinheit kombiniert. Er ist auch Autor der Tafelbilder der Magdalena (Provinzmuseum von Tarragona), des Kalvarienberges (Provinzmuseum von Girona) sowie zweier Tafelbilder des Lebens des Heiligen Bartholomäus (Barcelona, Privatsammlung) und des bereits genannten Porträt einer Dame (Esztergom, Ungarn), das signiert ist, wodurch die Identität des Malers 1965 bestätigt wurde.
Der Einfluss von Leonardo da Vinci und Albrecht Dürer, seine Hinwendung zur klassischen Harmonie und Schönheit und seine Vorliebe für das Malen von Silberwaren sowie sein Expressionismus, der von seiner germanischen Herkunft stammt, machten ihn zu einem großen Manieristen vor der Ära des eigentlichen Manierismus.